# 450
Năm 450 là một năm trong lịch Julius.